# Al-Adil I.
Al-Adil I. (arabsko الملك العادل سيف الدين أبو بكر بن أيوب,‎ al-Malik al-Adil Sajf ad-Din Abu-Bakr Ahmed ibn Nadžm ad-Din Ajub, slovensko Ahmed, sin Nadžma ad-Din Ajuba, oče Bakra, pravični kralj, meč vere, ali kratko العادل) je bil četrti sultan Egipta in Sirije, brat sultana Saladina, ustanovitelja Sultanata Egipt in Ajubidske dinastije, * junij 1145, †  31. avgust 1218. 
Križarji so ga poznali kot Safadina. To ime izhaja iz njegovega častnega naziva  Sajf ad-Din, kar pomeni "meč vere". V zahodnem svetu je še vedno znan pod tem imenom. Bil je nadarjen in učinkovit upravitelj in organizator
 in zagotovil ključno vojaško in civilno podporo velikim Saladinovim pohodom. Bil je tudi sposoben general in strateg in imel kjučno vlogo pri preoblikovanju propadlega Fatimidskega kalifata v Kairu v Ajubidski sultanat.

## Zgodnje življenje
Al-Adil je bil sin Nadžm ad-Din Ajuba iz kurdske
družine Ajubidov in Saladinov mlajši brat. Rojen je bil verjetno v Damasku. Prvič se je odlikoval kot častnik v vojski Nur ad-Dina Zengija med tretjo in zadnjo kampanjo svojega strica Širkuha v Egiptu (1168–1169). Po Nur ad-Dinovi smrti leta 1174 je al-Adil vladal v Egiptu v imenu svojega brata Saladina in mobiliziral ogromna sredstva te države v podporo bratovim akcijam v Siriji in njegovi vojni proti križarjem (1175–1183). Bil je guverner Alepa (1183–1186), vendar se je med tretjo križarsko vojno (1186–1192) vrnil k upravljanju Egipta. Kot guverner Saladinovih severnih provinc (1192–1193) je po Saladinovi smrti (marec 1193) zatrl upor 'Izz Al-Dina iz Mosula. Po Saladinovi smrti je bil guverner Damaska. 
Leta  1190 mu je kralj Rihard I. Angleški ponudil poroko s svojo mlajšo sestro Joano in nato s svojo nečakinjo Eleanoro. Al-Adil je obe ponudbi zavrnil, ker ni kazal nobenega zanimanja za krščanstvo.

## Borba za Saladinovo nasledstvo
Ključno vprašanje v vladajoči družini Ajubidov po Saladinovi smrti je bilo ali bo oblast ostala v rokah Saladinovih sinovih ali bo razširjena na več vej Ajubidov  ali pa bo osredotočena v rokah samega al-Adila. Saladin je od vseh emirjev zahteval, da prisežejo zvestobo njegovemu sinu al-Afdal Aliju, toda po Saladinovi smrti nekateri njegovi sinovi niso hoteli sprejeti al-Afdalove vrhovne oblasti. V sporih, ki so sledili, se je al-Adil pogosto znašel v položaju poštenega posrednika med al-Afdal Alijem in njegovim bratom al-Azizom Utmanom, ki je poskušal ohraniti mir. Al-Adil je sčasoma sklenil, da al-Afdal Ali preprosto ni primeren za vladarja, in je podprl al-Aziza Utmana, kar je njegovega brata prisililo v izgnanstvo. Smrt Al-Aziza Utmana leta 1198 po padcu s konja  je znova sprožila dinastične boje. Al-Afdal Ali je bil povabljen nazaj v Egipt, da deluje kot regent za  dvanajstletnega Al-Azizovega sina in naslednika al-Mansurja Mohameda. Al-Afdal Ali je v Egiptu združil moči s svojim bratom az-Zahirjem Gazijem in poskušal pregnati al-Adila iz Damaska. Po prihodu okrepitev se je obleganje Damaska decembra 1199 končalo. Al-Afdal se je umaknil v Egipt, stric pa ga je zasledoval in pri Bilbeisu premagal njegovo vojsko.  Al-Afdal je pobegnil v Kairo in bil pripravljen sprejeti mir pod kakršnimi koli pogoji. Izgubil je Egipt in v zameno dobil ponudbo za mesti Samosata in Majafarakin. 17. februarja 1200 se je al-Adil razglasil za sultana. Al-Afdalovi oblasti nad Majafarakinom je ugovarjal al-Adilov sin al-Auhad. Al-Afdal se je ponovno povezal z az-Zahirjem in ponovno oblegala Damask. Po sporu med njima je al-Adil  potrdil al-Afdalovo oblast nad Samosato, Sarujem in številnimi drugimi mesti. Az-Zahir je spomladi 1202 priznal stričevo suverenost in al-Adil je uspel uveljaviti svojo oblast nad vsemi ajubidskimi gospostvi.

## Vladanje
Po zmagi je bil razglašen za sultana in je skoraj dve desetletji modro in dobro vladal Egiptu in Siriji ter spodbujal trgovanje in dobre odnose s križarskimi državami (1200–1217). Večji del njegove vladavine je v Egiptu učinkovito vladal  njegov sin al-Kamil.
Al-Adil je svoj sultanat bolj utrjeval kot širil. Njegova prva skrb je bila obnoviti svojo zakladnico, ki je zaradi gradnje imperija njegovega brata, vojn s križarji in bojev znotraj same dinastije Ajubidov ostala skoraj prazna. Uvedel je monetarno reformo in reformo davčnega sistema. Učinkovitost njegovih ukrepov je mogoče oceniti po razmeroma hitrem okrevanju Egipta po potresu leta 1200 (597 po hidžri) in skromnih poplavah Nila med letoma 1199 in 1202 (595–598). Posledična suša in lakota sta bili resni grožnji, vendar je al-Adil z vrsto ukrepov, vključno s pošiljanjem svojih vojakov obdelovat zemljo, zagotovil socialno in politično stabilnost ter gospodarsko okrevanje.
Druga glavna al-Adilova skrb je bila izognitev novi križarski vojni. V ta namen je spodbujal trgovanje z evropskimi trgovci, računajoč, da bodo cvetoča  trgovska mesta v Sredozemlju manj nagnjena k podpori nove križarske vojne. Pri tem ni bil povsem uspešen: leta 1204 (600) je frankovsko ladjevje napadlo Damietto in leta 1211 (607) Rosetto.
Njegova tretja skrb je bila ohranitev oblasti znotraj ajubidskih domen brez uporabe sile. V tem pogledu se je izkazal kot spreten diplomat, saj se mu je po letu 1201 uspelo izogniti kakršnim koli spopadom. Posebej pomembna je bila poroka njegove hčerke Dajfe Hatun s Saladinovim sinom Az-Zahirjem Gazijem iz Alepa leta 1212, ki je pomenila konec rivalstva med obema vejama družine. Lotil se je tudi utrjevanja vsega svojega sultanata. Eden njegovih najpomembnejših dosežkov v tem pogledu je bila izgradnja ogromne citadele v Damasku.
Al-Adilove ozemeljske ambicije so bile osredotočene daleč stran od glavnih središč vladavine Ajubidov: v južno Anatolijo in severni Irak. Sčasoma mu je uspelo spraviti pod svoj nadzor velik del starih zengidskih dominionov, razen Mosula in Sindžarja, kot tudi regijo okoli Vanskega jezera. Leta 1207 je zavzel Ahlat in končal vladavino Ahlatšahov.

## Smrt in zapuščina
Eden od glavnih ciljev al-Adilove zunanje politike je bil preprečiti novo križarsko vojno.  Septembra 1217 (612) se je v Akonu izkrcala nova križarska vojska. Al-Adil je bil na ta napad popolnoma nepripravljen, a je kljub svojim dvainsedemdesetim letom pohitel s svojimi silami v Palestino, da bi se spopadel z njimi. Pohodi v Palestino mu niso prinesli opaznega uspeha in avgusta 1218 (615) je prejel šokantno novico, da je druga križarska sila pristala v Egiptu in napadla Damietto. Med pohodom v Egipt je umrl. Nasledil ga je sin Malik al-Kamil.
Al-Adilova vladavina je bila odločilna pri določanju oblike Ajubidskega kraljestva za veliko  prihodnjih let. Nasledstvo v Egiptu in naziv sultan je ostal v najstarejši moški liniji njegovih naslednikov. Njegovi potomci so nadzirali tudi kritično mejno trdnjavo Majafarikin na skrajnem severovzhodu kraljestva Ajubidov. Saladinovi potomci so obdržali Alep, družina al-Adilovega drugega brata Nur ad-Din Šahanšaha pa Baalbek in Hamo. Homs so posedovali  potomci Al-Adilovega strica Širkuha. Damask je postal glavno žarišče rivalstva med različnimi vejami družine in je večkrat zamenjal lastnika, preden se je vladavina Ajubidov končala.

## Vir
- Nicolle, David (2008). The Second Crusade. Osprey Publishing.